# Cas Cifuentes
El cas Cifuentes fou un escàndol polític que afectà a l'aleshores presidenta de la Comunitat de Madrid, Cristina Cifuentes, a partir de la publicació d'informació que feia pensar que a la Universitat Rey Juan Carlos se li va concedir un títol de màster del curs 2011/2012 per vies irregulars, falsificant les notes d'aquesta política. A partir d'aquest escàndol s'investigaren altres pràctiques sospitoses de ser irregulars.

## Cronologia
- Durant el Curs 2011/2012, a la Universitat Rey Juan Carlos, Cristina Cifuentes va fer el Màster en Dret Autonòmic.[1]
- El 21 de març del 2018:

eldiario.es publicà una notícia on acusava a 'antiga alumna Cristina Cifuentes d'haver obtingut el graduat d'un curs de màster 2011/2012 en Dret Autonòmic a aquesta universitat de manera fraudulenta: dos assignatures ,"La financiación de las comunidades autónomas" i el "Trabajo Fin de Máster" —que sumaven 27 crèdits sobre un total de 60 del màster —, quedaren qualificades el 2012 com a "no presentades" en l'expediente acadèmic i 2 anys després, el 2014, foren modificades de forma irregular, sense apertura d'acta, per una funcionària (Amalia Calonge) a un notable (7,5), obtenint així notes falsificades. Els periodistes d'Eldiario.es explicaren que les explicacions que reberen foren que abans era habitual que qualsevol funcionàrira poguera canviar les notes per no existir l'escola del Màster. El rector deixà la gestió de la investigació al voltant de l'assumpte a càrrec del vicerector responsable dels màsters, José María Álvarez Monzonzillo. El mateix dia de la publicació de la notícia, el rector de la universitat, Javier Ramos, atribuí aquest canvi de notes irregular a un error comès durant la transcripció de les notes i també explicà que el 2014 Cifuentes demanà el títol, descobrint-se tal error sent corregit i afirmà que Cifuentes es va presentar i aprovà totes les assignatures.
El conseller de Presidència, Justícia i Portaveu del Govern madrileny, Ángel Garrido, assegurà que Cifuentes havia sol·licitat l'expedient acadèmic per desmentir les acusacions.
Una assessora de Cifuentes, María Teresa Feito Higueruela, anà enviada per Cifuentes a la universitat per pressionar al rector perquè donaren una quartada pel cas. Maite Feito no treballava actualment allí i digué quan va aparèixer aquesta informació (el 5 d'abril) que estava perquè en maig anava a fer una xarrada de feminisme.
- El 22 de març: Al matí, Cifuentes va respondre a les acusacions publicant a Twitter un vídeo casolà enregistrar des del seu despatx on proclamà "A quienes queréis que me vaya: no me voy, me quedo, voy a seguir siendo vuestra presidenta" (Trad. al català: "A qui voleu que me'n vaja: no me'n vaig, em quede, vaig a seguir sent la vostra presidenta").[7]
- El 23 de març: Com a reacció davant aquesta informació la universitat obrí una comissió d'investigació per tractar de resoldre si el curs de màster de Cristina Cifuentes, aleshores Presidenta de la Comunitat de Madrid, havia sigut una falsificació on C. Cifuentes no havia realment complit el necessari per a graduar-se d'aquest curs.[8]
- El 4 d'abril: El PSOE, a l'Assemble de Madrid, digué que si l'explicació que donava eixa vesprada no els convencia, plantejarien una moció de censura.[9]
- El 5 d'abril: El Banc Santander avisà que renovarà el conveni econòmic de quatre anys amb la universitat malgrat l'escàndol.[10] La investigació passà a ser assumpte de la Justícia (Fiscalia de Móstoles) a causa de les diverses denuncies presentades per associacions estudiantils i perquè la universitat decidí traslladar l'assumpte a la justícia[11] des que la que suposadament havia puntuat el treball de fi de màster no reconegué l'acta del tribunal del treball de fi de màster.[12]

Eixe dia es va publicar que una assessora anà enviada el dia mateix que es publicà el primer article periodístic sobre el cas per a pressionar a la universitat perquè donaren una quartada.
- El 6 d'abril: El rector digué que no trobaren l'acte del màster, de manera que no podien confirmar que Cifuentes defenguera el treball de fi de màster davant un tribunal.[13]
- L'11 d'abril: eldiario.es revelà que hi havia més persones presumptament beneficiades per un tracte de favor en el curs de màster: l'aleshores tinent d'alcalde de Madrid Pedro Calvo, l'exgerent de la Universitat Complutense de Madrid Dionisio Ramos, l'aleshores gerent (2012-2014) de l'Agència EFE José Ignacio Sanz Cerezuela, una cap de premsa contractada pel Ministeri de l'Interior (Inmaculada González de Molina Martínez) i diverses persones relacionades amb l'Instituto de Derecho Público d'Enrique Álvarez Conde.[14]
- El 13 d'abril: El que fou el director del màster que cursà Cifuentes fou acomiadat per la universitat amb relació a l'escàndol com a mesures cautelars. La universitat també va sospesar el retirar-li el títol a Cifuentes.[15] Se li obrí un expedient a Amalia Calonge, la funcionària que canvià les notes de Cifuentes el 2014.[16]
- El 25 de juny: La jutgessa trobà que altres companys de la mateixa promoció potser també se'ls falsificà documents que facilitarien l'aprovat consistint en convalidacions de tres assignatures.[17]

## Conseqüències fora de la universitat
Com a reacció a l'esdeveniment del cas Cifuentes, els partits de les Corts Valencianes es posaren d'acord el mes d'abril de l'any de l'escàndol en tirar endavant mesures per la transparència política en els currículums dels polítics. També, des de Podem, es va sol·licitar tota la informació sobre les relacions entre el Consell i el director del màster que cursà Cifuentes, Enrique Álvarez Conde.